# Hofkirche (Innsbruck)

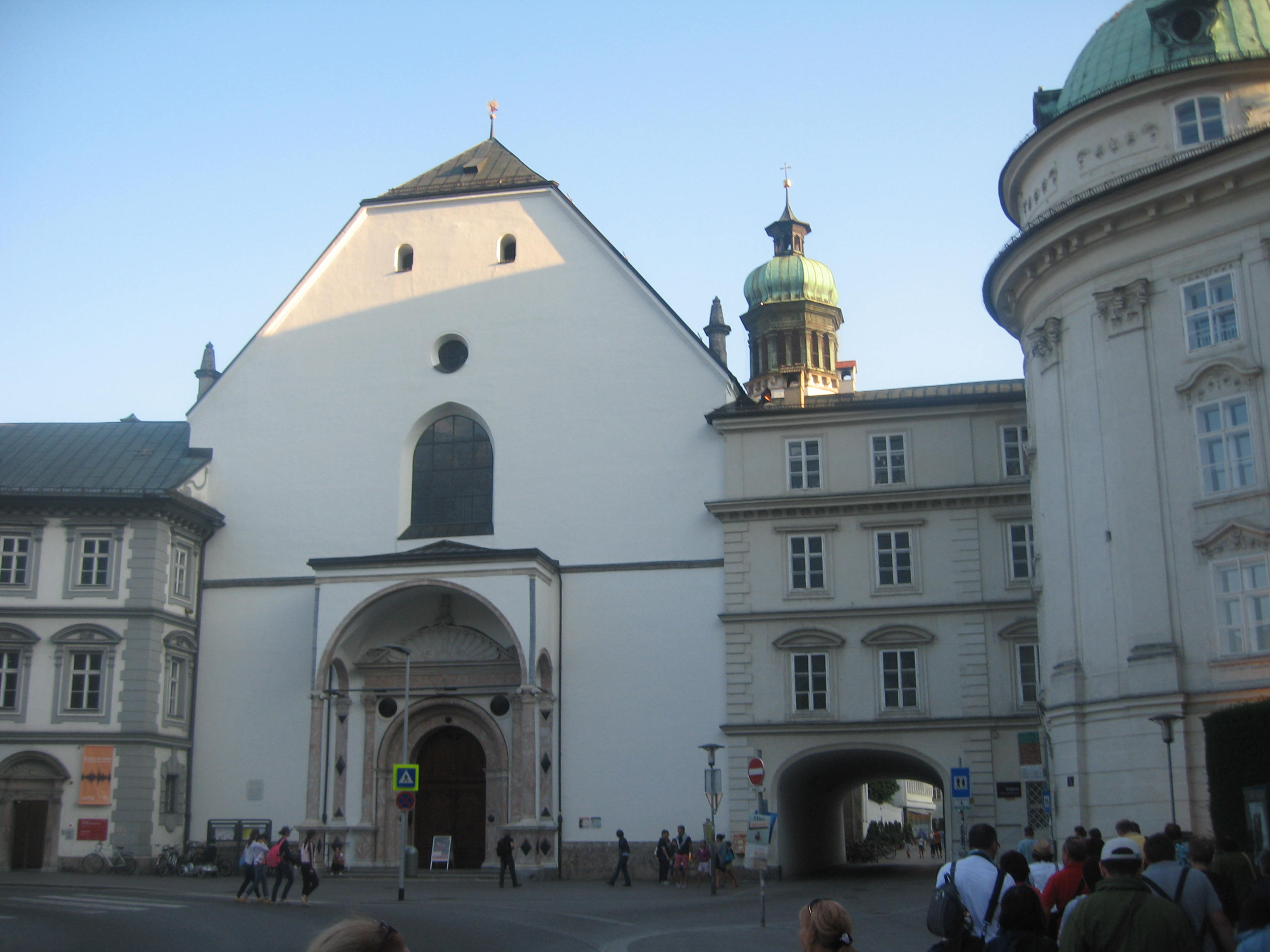
Hofkirche din Innsbruck

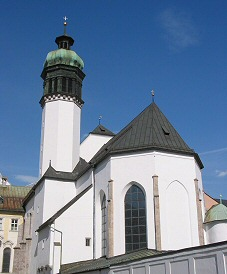
Hofkirche din Innsbruck

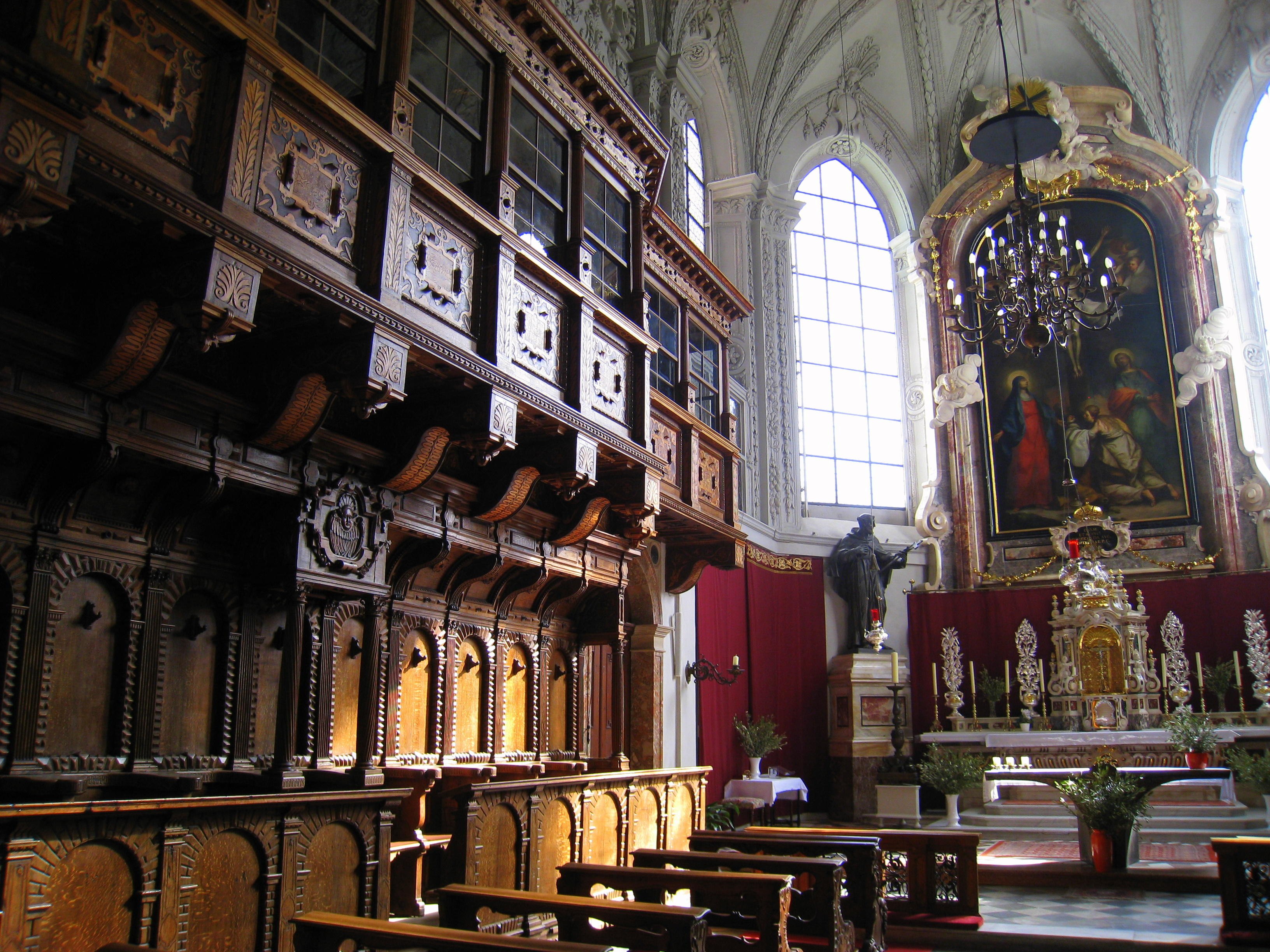
Altarul mare şi balconul corului

Biserica romano-catolică Hofkirche se află în centrul orașului Innsbruck, la marginea orașului vechi. Ea este numită și Biserica franciscană sau Schwarzmander-Kirche (Schwarzmander = bărbați negri). A fost construită între 1553 și 1563 ca biserică mormânt pentru împăratul Maximilian I (decedat în 1519), care a fost, cu toate acestea, îngropat în Castelul din Wiener Neustadt.

## Istoric
Hofkirche și mănăstirea franciscană alăturată au fost construite în perioada 1553 - 1563 în timpul domniei nepotului lui Maximilian, împăratul Ferdinand I și dedicate Sfintei Cruci. Biserica a fost planificată de la început ca loc al mormântului magnific al împăratului Maximilian I. Planurile pentru biserica-hală au fost executate de arhitectul Andrea Crivelli din Trento. Constructorul a fost Nikolaus Türing cel Tânăr, al cărui bunic originar din Memmingen a creat Acoperișul Auriu, iar după moartea lui Türing lucrările au fost continuate de Marx della Bolla.
Interiorul bisericii este dominat de mormântul gol al împăratului Maximilian I, în jurul căruia se află grupate 28 de statui din bronz. Portalul în stil renascentist al bisericii Hofkirche a fost executat de pietrarii Hieronymus de Longhi și Anton del Bon. Stucaturile datează în cea mai mare parte din secolul al XVII-lea. Altarul mare a fost construit între 1755 și 1758 după un proiect al arhitectului curții de la Viena Nikolaus von Pacassi. El este flancat de statuile din plumb ale Sf. Francisc de Assisi și Sf. Tereza de Avila, care au fost executate în 1768 de sculptorul Balthasar Ferdinand Moll, originar din Innsbruck.
Arhiducele Ferdinand al II-lea a înzestrat din nou Hofkirche și a construit ulterior, între 1577 și 1578, Capela de Argint ca o capelă mortuară.
La 3 noiembrie 1655 a intrat în această biserică, după abdicarea ei, fosta regină suedeză Cristina a Suediei, public convertită la catolicism.
În Hofkirche este îngropat luptătorul tirolez pentru libertate Andreas Hofer. Camarazii săi, Joachim Haspinger și Kajethan Sweth, sunt, de asemenea, îngropați aici, precum și Georg Hauger, cel care a adus în 1823 osemintele lui Hofer înapoi în Tirol.

## Caracteristici

### Mormântul împăratului Maximilian

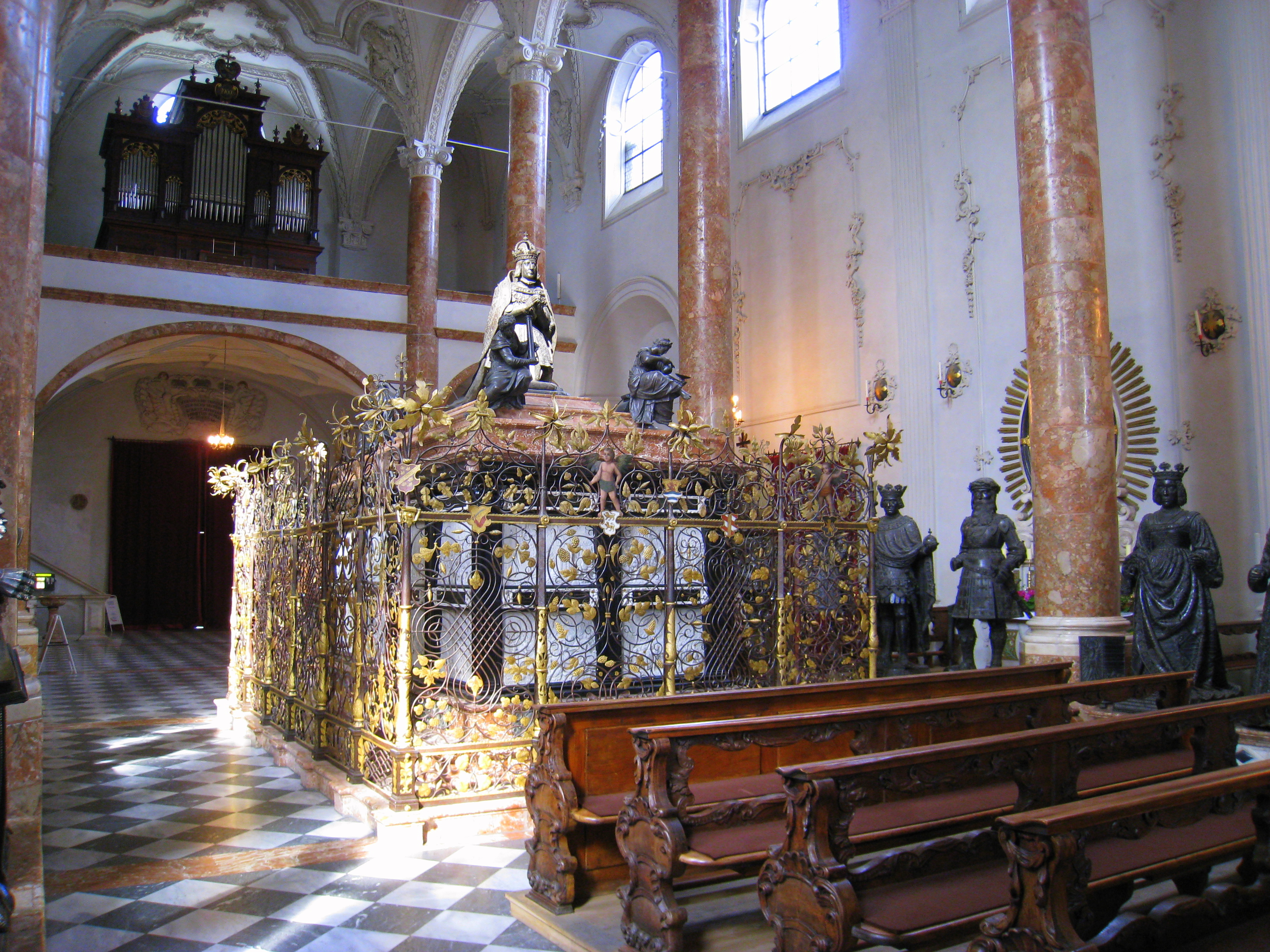
Mormântul împăratului Maximilian în Hofkirche, în spatele orgii confecţionate de Mauracher

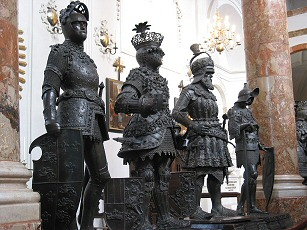
Figuri pe mormântul împăratului Maximilian

Împăratul Maximilian I a construit numeroase monumente în timpul vieții sale. El a fost deosebit de preocupat de ideea unui monument mortuar. Monarhul nu a avut o reședință permanentă, aflându-se în cea mai mare parte acolo unde era necesar din punct de vedere politic. Tirolul îi plăcea în mod deosebit pentru că aici putea vâna, pescui și urca pe stânci. Innsbruck a fost unul dintre locurile sale preferate, deși el a fost rareori acolo. Totuși, el a construit în oraș Acoperișul Auriu și Arsenalul. Statuia lui Maximilian a fost executată în 1582 de Ludwig del Duca. Frații Bernhard și Arnold Abel din Köln au creat patru piese din plăci de marmură în care era reprezentată viața lui; ei au adus de asemenea marmură de Carrara. Munca lor a fost continuată de sculptorul Colin din Malines. Figurile în picioare au fost turnate după tradiția Georg Löffler. Proiectarea și construcția monumentului au fost realizate de sculptorul Gilg Sesselschreiber, numair modelul pentru personajul Cimburgis poate fi atribuit sculptorului Konrad Rötlin din Rottweil.
Împăratul Maximilian a dispus confecționarea a 40 de statui din bronz a unor persoane cu descendență regală. Persoanele reprezentate simbolizează: 
- membrii familiei acestuia (inclusiv cele două soții Maria de Burgundia și Bianca Maria Sforza, copiii săi Filip și Margareta, tatăl său, împăratul Frederic al III-lea),
- ideea de creștinism (de exemplu, cruciatul Gottfried von Bouillon și primul rege creștin al francilor, Clovis I)
- apartenența la alte case regale europene (Carol Temerarul și Filip cel Bun din Burgundia, Ferdinand al II-lea de Aragon și Ioana cea Nebună din Spania și alții).

Aflat pe patul de moarte în 1519 în Castelul Wels din Austria Superioară, împăratul Maximilian a ales locația mormântului său: Capela Sf. George din Castelul Wiener Neustadt. Această voință a fost respectată, dar figurile de bronz pentru capela - care se aflau într-un pasaj de la etajul superior al castelului - erau prea grele. Nepotul lui Maximilian, împăratul Ferdinand I a construit apoi biserica Hofkirche din Innsbruck, cu un mormânt gol (cenotaf). Cenotaful și coloanele sunt confecționate din marmură de Adnet, un calcar austriac. În jurul acestui mormânt au fost grupate în cele din urmă 28 de figuri turnate în bronz. Mormântul în sine a fost finalizat în 1584 de arhiducele Ferdinand al II-lea.

#### Lista figurilor din bronz

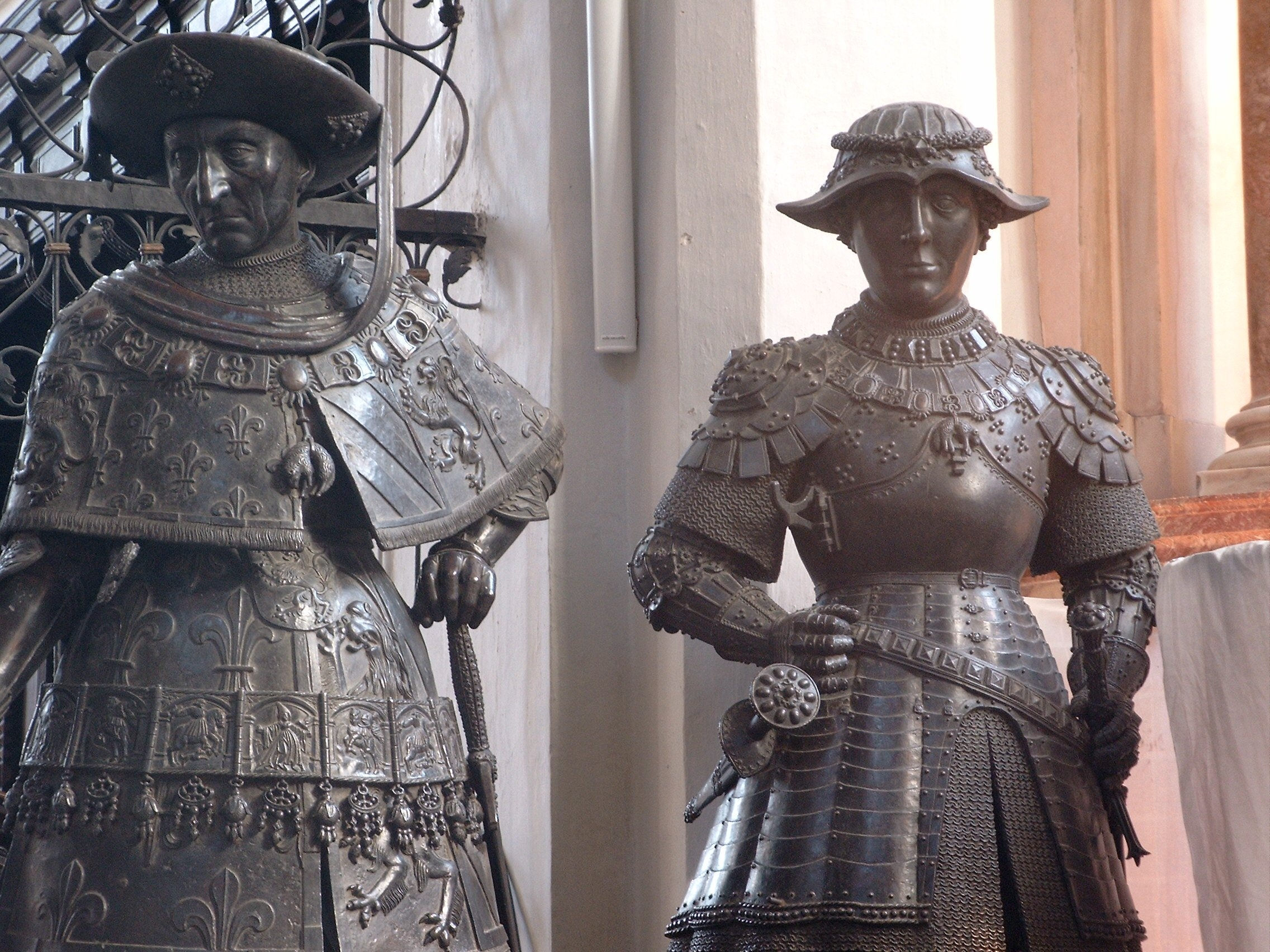
Ducele Filip cel Bun şi Carol Temerarul ai Burgundiei

Contrar denumirii colocviale Schwarze Mander (Bărbați negri) printre persoanele reprezentate se află și femei. Cele 28 de figuri îi reprezintă pe următorii:
- Ioana cea Nebună, nora lui Maximilian
- Regele Ferdinand Catolicul al Spaniei
- Ducele Filip cel Bun al Burgundiei
- Ducele Carol Temerarul al Burgundiei, socrul lui Maximilian
- Ducesa Cimburga de Mazovia, bunica lui Maximilian
- Arhiducesa Margareta de Austria, fiica lui Maximilian
- Împărăteasa Maria Bianca Sforza, cea de-a doua soție a lui Maximilian
- Arhiducele Sigismund cel Bogat al Austriei
- Regele Artur după Peter Vischer cel Bătrân
- Regele Ferdinand al Portugaliei
- Ducele Ernest cel de Fier al Austria
- Theodoric cel Mare, regele ostrogoților, după Peter Vischer cel Bătrân
- Ducele Albert al II-lea cel Înțelept al Austriei
- Rudolf de Habsburg
- Regele Filip I (cel Frumos) al Castiliei, fiul lui Maximilian
- Regele Clovis I
- Regele Albert al II-lea
- Împăratul Frederic al III-lea, tatăl lui Maximilian
- Marchizul Leopold al III-lea cel Sfânt
- Contele Albert al IV-lea de Habsburg
- Ducele Leopold al III-lea al Austriei
- Ducele Frederic cu Buzunarele Goale al Austriei
- Regele Albert I
- Godefroy de Bouillon, cruciat, regele Ierusalimului
- Regina Elisabeta de Luxemburg
- Maria de Burgundia, prima soție a lui Maximilian
- Elisabeta de Görz-Tirol
- Regina Kunigunde de Bavaria, sora lui Maximilian

### Alte morminte

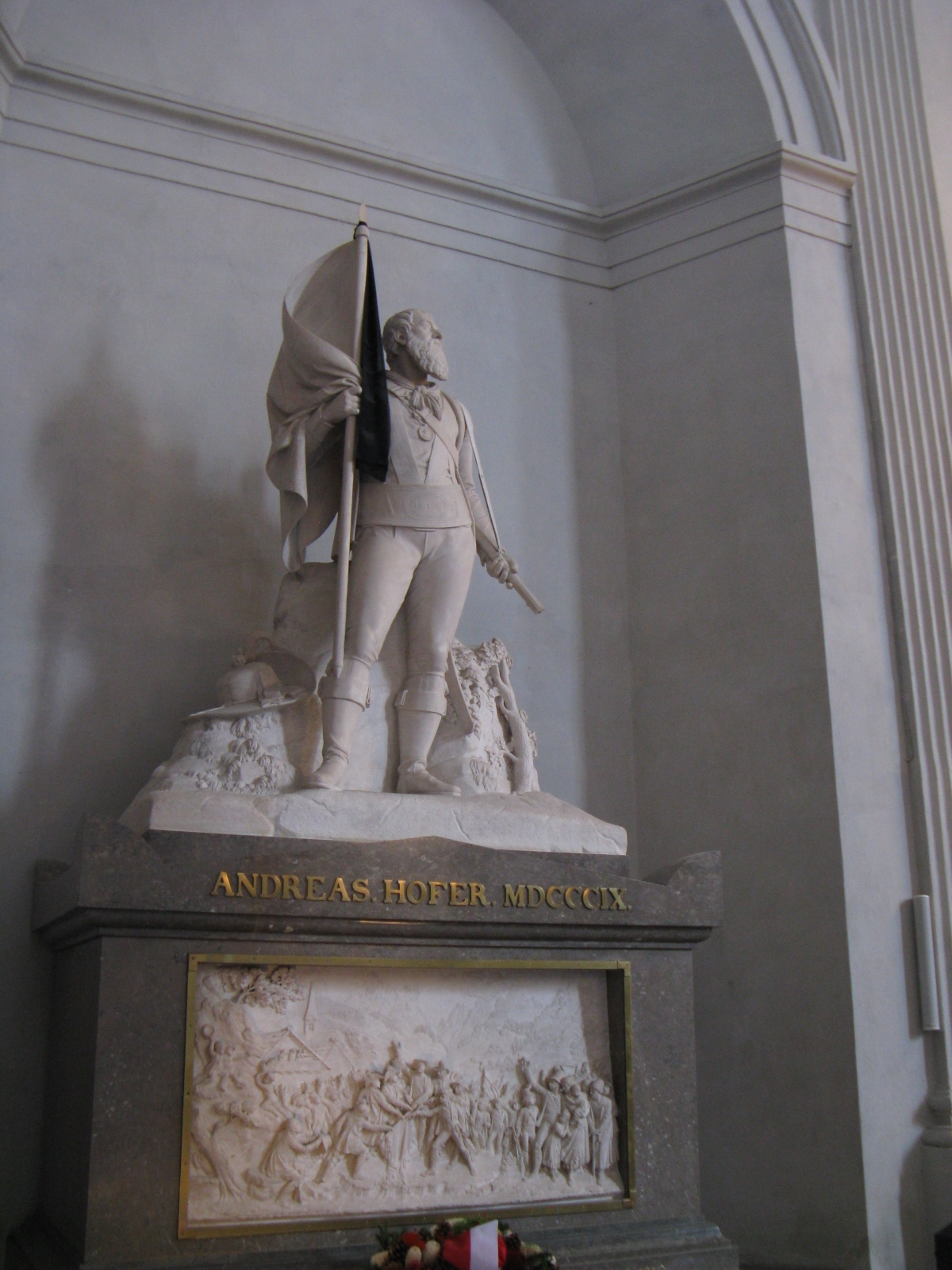
Mormântul lui Andreas Hofer

În Hofkirche este înmormântat din 1823 luptătorul pentru libertate Andreas Hofer; mormântul se află pe culoarul din stânga. Aici sunt înmormântați și colegii lui Hofer, Joachim Haspinger și Kajethan Sweth, precum și Georg Hauger (din 1935), cel care a transportat în 1823 rămășițele pământești ale lui Hofer de la Mantova în Tirol.

### Capela de Argint
„Silberne Kapelle” este adosată bisericii Hofkirche. Arhiducele Ferdinand al II-lea i-a cerut meșterului curții Hans Lucchese să construiască în anii 1577 și 1578 o capelă mortuară pentru el și soția sa, Philippine Welser; capela a fost extinsă în 1587. Capela, numită după altarul de argint unde se află Madonna cu simboluri în relief de argint, este formată din două încăperi separate de un grilaj. Ea găzduiește, în afară de cele două morminte de marmură de Alexander Colin, o orgă italiană (~1580) cu țevi aproape exclusiv din lemn („Organo di legno“). În 1993 și 1998 au fost efectuate lucrări de restaurare (Pierpaolo Donati și Jürgen Ahrend). Deasupra scării ce duce în capelă se află mormântul Katharinei Loxan, o mătușă a Philippinei Welser. Sarcofagul a fost realizat tot de Alexander Colin, iar grilajul corespunzător din fier forjat de Paulus Kien (1582).

### Orgi

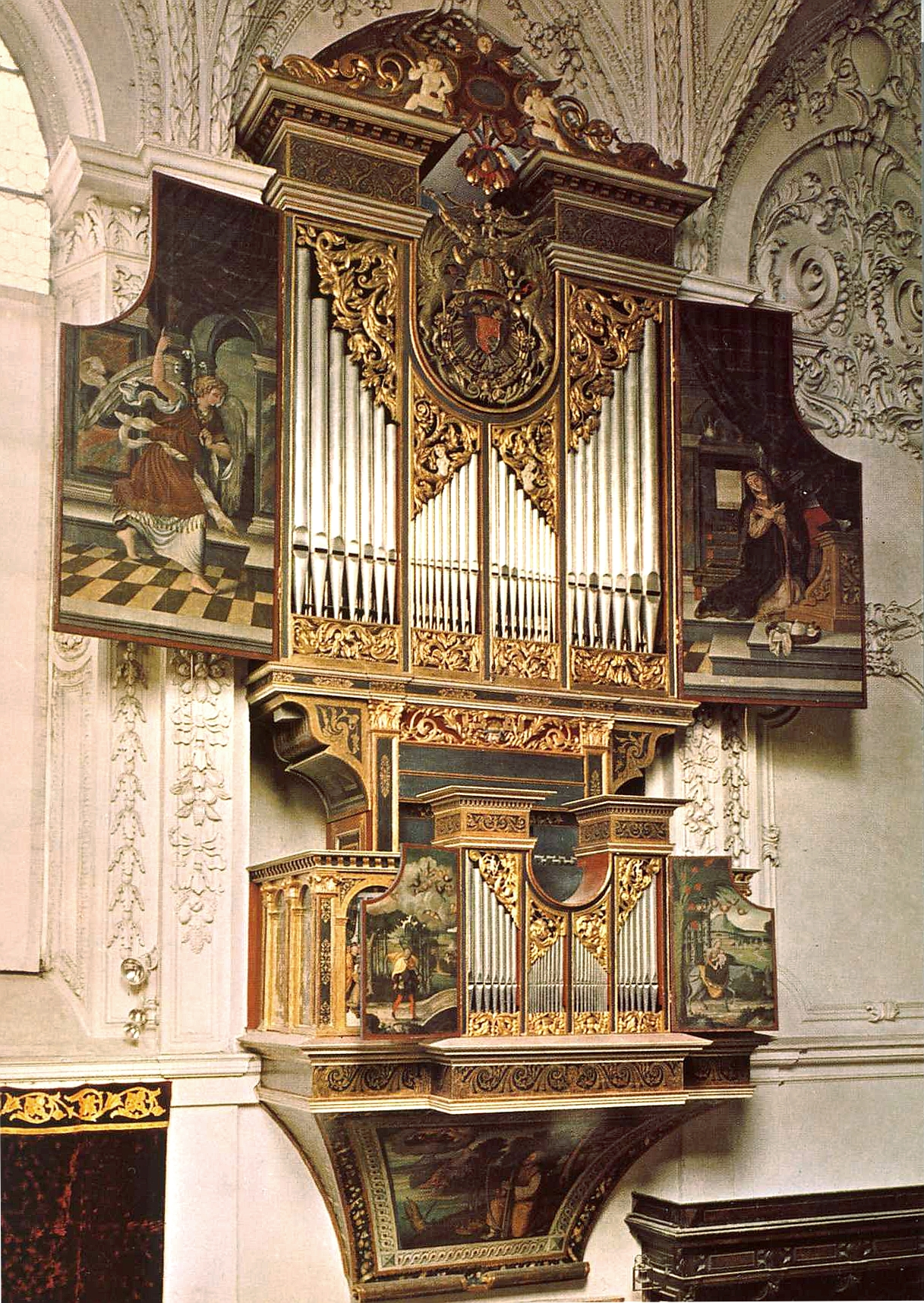
Orga Ebert

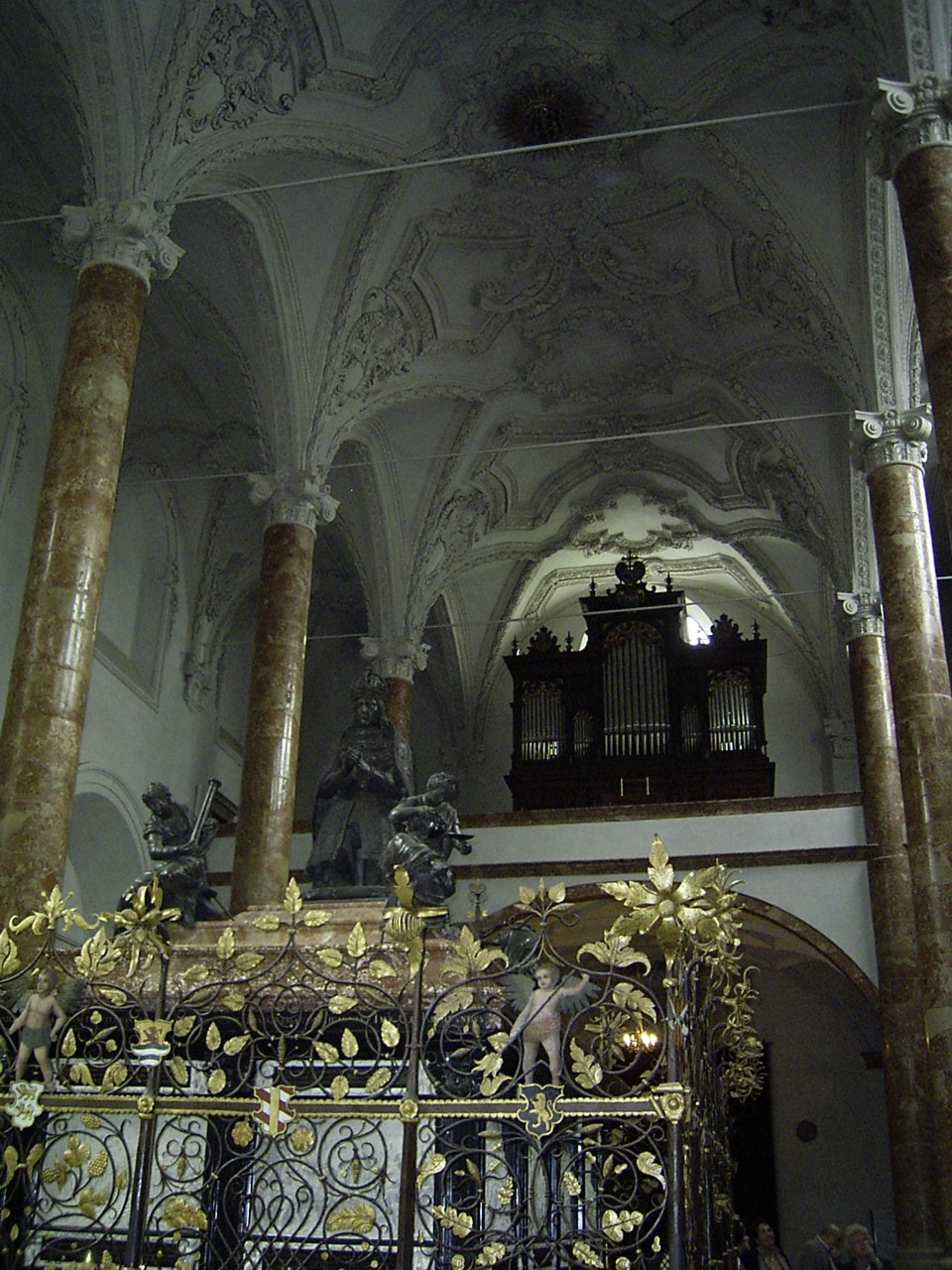
Galeria unde se află orga confecţionată prin 1900 de Hans Mauracher

În Hofkirche se află două orgi, una confecționată de Jörg Ebert și alta de Hans Mauracher.
Schwalbennestorgel (în traducere Orga Cuibul Randunicii) din Hofkirche a fost confecționată în perioada 1555-1561 de Jörg Ebert. Ea are 15 registre pe două claviaturi și pedale atașate. Aceasta este cea mai mare orgă conservată din perioada Renașterii din Austria.
Cea de-a doua orgă se află pe galeria de nord a Hofkirche. Aceasta a fost confecționată în jurul anului 1900 de către Hans Mauracher, cu acțiune pneumatică și 23 de registre pe două claviaturi și pedale. Instrumentul a fost restaurat în anul 2005.

## Mănăstirea franciscană din Innsbruck
Hofkirche este afiliată Ordinului Franciscan. Franciscanii sunt responsabili pentru îngrijirea bisericii și asistența pastorală a credincioșilor. Mănăstirea franciscană din centrul orașului Innsbruck este sediul provinciei franciscane Tirol, care administrează mănăstirile și bisericile franciscane din Tirolul de nord, sud și est, din Salzburg, Carintia și Austria Superioară.